# Berend Beilken

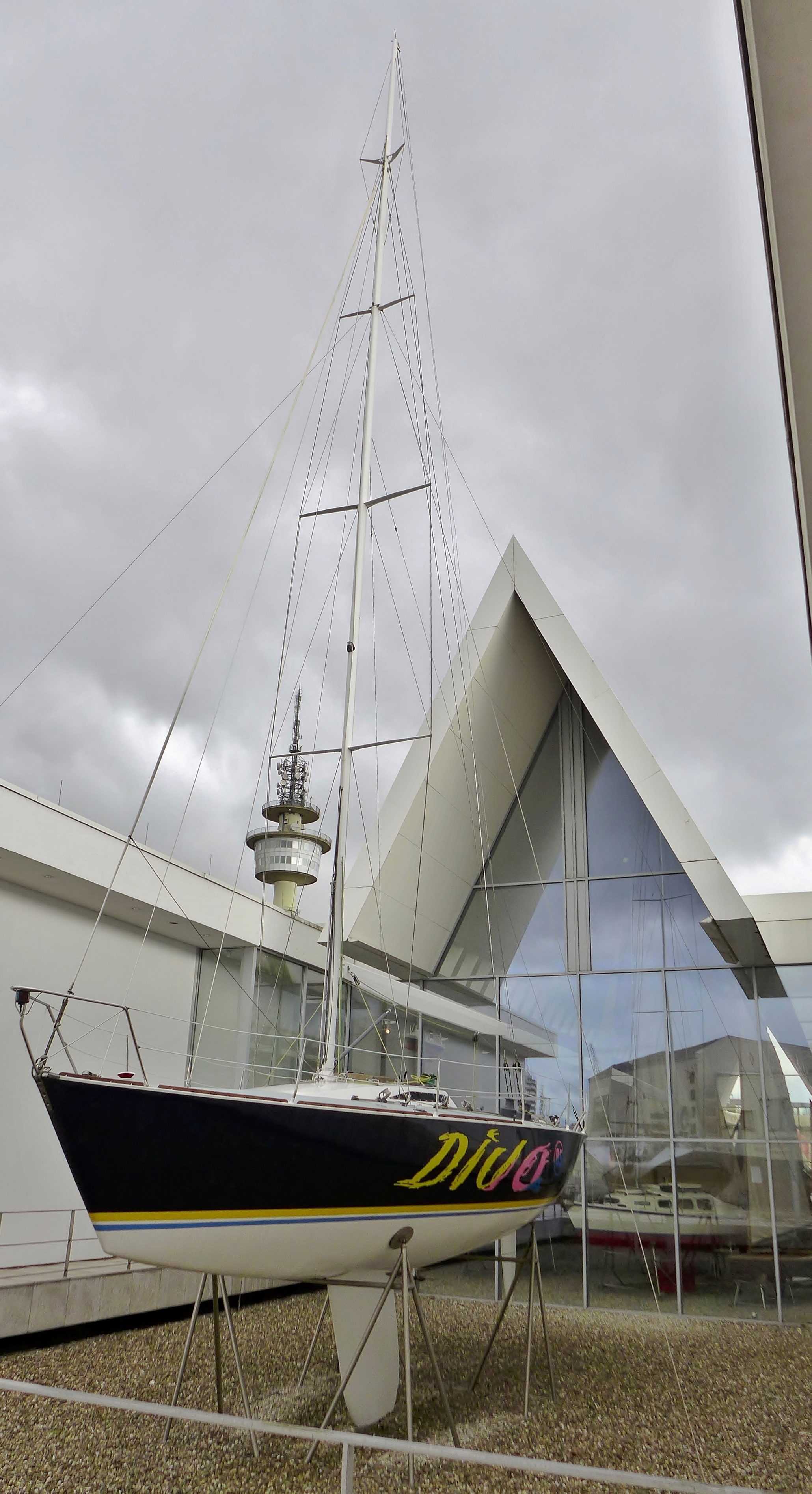
Diva bei dem Deutschen Schifffahrtsmuseum, 2016

Horst Berend Beilken (* 17. März 1940 in Bremen) ist ein deutscher Segler und Unternehmer.

## Biografie
Beilken stammt aus der Segelmacherfamilie seines Großvaters Friedrich Beilken. Sein Vater war Bernhard Beilken und sein älterer Bruder ist der Segler und Segelmacher Hans  Beilken.
Im Jahr 1956 begann er nach der Mittleren Reife beim Familienbetrieb Friedrich Beilken ebenfalls seine Ausbildung zum Segelmacher. Nach der Bundeswehrzeit  absolvierte er 1964 die Prüfung zum Segelmachermeister. 1967 wurde er neben seinem Bruder Hans Mitinhaber des  Betriebes seines Großvaters. Das Unternehmen entwickelte sich zur größten deutschen Segelmacherei. Die Brüder Beilken verlagerten den Firmensitz von Bremen-Vegesack nach Lemwerder.
Auch Berend Beilken machte sich einen Namen als Seeregattasegler. Nach den zwei Eintonner-Siegen 1967 und 1968 seines Bruders Hans mit der Yacht Optimist errang er 1975 und 1978 den zweiten Platz der Eintonner-Weltmeisterschaft (One-Ton-Cup) als Steuermann der Gumboots (G-2002). Als Skipper der Helisara (F-4376), der Pinta (G-4014) und zuletzt der Diva gewann er drei Mal 1983, 1985 und 1993 die internationale Regatta um den Admiral’s Cup, die seinerzeit als inoffizielle Weltmeisterschaft der Seesegler galt. Als Beilken-Brothers waren die Brüder weltweit in Seglerkreisen bekannt.
Im Jahr 1995 verkauften die Brüder die Segelmacherei und beendeten ihre sportliche Laufbahn. Schon zuvor, 1990, hatte Berend Beilken mit der Gründung der heutigen  Procedes Chenel Beilken Digital Printing Werbegesellschaft mbH in Bremen einen eigenen Weg eingeschlagen. Das Unternehmen bedruckt und produziert großflächige Textilelemente für den repräsentativen und dekorativen Einsatz in Messe- und Kongresshallen, Sportstätten, Empfangs- und Verkaufslobbies, an Fassaden und im öffentlichen Freiraum.
Beilken ist verheiratet und hat zwei Söhne, Alexander und Björn, die beide als Segler bereits Landesmeister wurden.